# Speech Debelle
Speech Debelle, pseudonimo di Corynne Elliot (Londra, 1983), è una rapper britannica.

## Carriera
Di origine giamaicana, ha vinto il Premio Mercury nel 2009 grazie al suo album di debutto Speech Therapy, pubblicato nel giugno 2009 dalla Big Dada. Il suo secondo disco è uscito nel febbraio 2012.

## Discografia
- Speech Therapy (2009)
- Freedom of Speech (2012)